# (2073) Janáček
(2073) Janáček – planetoida z pasa głównego asteroid okrążająca Słońce w ciągu 4 lat i 178 dni w średniej odległości 2,72 au. Została odkryta 19 lutego 1974 roku w Hamburg-Bergedorf Observatory w Bergedorfie przez. Nazwa planetoidy pochodzi od Leoša Janáčka (1854-1928), czeskiego kompozytora. Przed jej nadaniem planetoida nosiła oznaczenie tymczasowe (2073) 1974 DK.